# Tour of South Africa 2011
Die 1. Tour of South-Africa (dt.Südafrika-Rundfahrt) fand vom 19. Februar bis zum 26. Februar 2011 statt. Das Etappenrennen wurde in sieben Etappen über eine Gesamtdistanz von 1066 Kilometern ausgetragen. Es gehörte zur UCI Africa Tour 2011 und war dort in die Kategorie 2.2 eingestuft.
Der Brite Kristian House vom Team Rapha Condor-Sharp sicherte sich souverän den Gesamtsieg vor den beiden Einheimischen Johann Rabie (Team Bonitas) und Daryl Impey (MTN Qhubeka)

## Etappen
Die zweite Etappe wurde abgebrochen, da die Sicherheitskräfte Probleme bei der Verkehrsregelung hatten.
| Etappe | Tag         | Start–Ziel                                                  | km  | Typ         | Etappensieger       | Gesamtführender |
| ------ | ----------- | ----------------------------------------------------------- | --- | ----------- | ------------------- | --------------- |
| 1.     | 19. Februar | Pretoria – Montecasino                                      | 154 | Flachetappe | Kristian House      | Kristian House  |
| 2.     | 20. Januar  | Montecasino – Johannesburg – Montecasino                    | 163 | Flachetappe | abgebrochen         | Kristian House  |
| 3.     | 22. Februar | Nelson-Mandela-Bay-Stadion – Summer Strand (Port Elizabeth) | 177 | Hügeletappe | Yohann Gène         | Kristian House  |
| 4.     | 23. Februar | Bloukrans Bridge – George                                   | 153 | Hügeletappe | Davide Torosantucci | Kristian House  |
| 5.     | 24. Februar | Oudtshoorn – Barrydale                                      | 175 | Flachetappe | Bernardo Riccio     | Kristian House  |
| 6.     | 25. Februar | Hermanus – Stellenbosch (Old Helshoogte Pass)               | 140 | Bergetappe  | Darren Lill         | Kristian House  |
| 7.     | 26. Februar | Paarl – Paarl                                               | 104 | Flachetappe | Bernardo Riccio     | Kristian House  |